# Podhorce (gmina)
Podhorce – dawna gmina wiejska w powiecie złoczowskim województwa tarnopolskiego II Rzeczypospolitej. Siedzibą gminy były Podhorce.
Gminę utworzono 1 sierpnia 1934 r. w ramach reformy na podstawie ustawy scaleniowej z dotychczasowych gmin wiejskich: Hucisko Oleskie, Huta Werchobuzka, Pobocz, Podhorce i Zahorce.
Pod okupacją niemiecką zniesiona i przekształcona w  gminy Olesko i Sasów.